# Dagmar Stelberg
Dagmar Stelberg, född 21 september 1958 i Engelskirchen, är en tysk före detta handbollsspelare. Hon spelade som högernia.

## Karriär
Inom klubbhandbollen började Stelberg spela med VfL Engelskirchen. Stelberg spelade som högernia och var oftast den målfarligaste spelaren i sitt lag. Hon spelade för VfL Engelskirchen till 1988 och sedan från 1988 till 1998 för TuS Walle Bremen, som skulle dominera tysk damhandboll under 1990-talet. Efter att Walle Bremen uppflyttats till Bundesliga firade klubben och Stelberg sina största framgångar. Klubben vann tre tyska cuper och blev tysk mästare fem gånger 1991, 1992, 1994, 1995 och 1996. TuS Walle Bremen vann cupvinnarcupen i handboll 1994. Dagmar Stelberg fick utmärkelsen Årets idrottskvinna i Bremen 1996. Mot slutet av sin karriär spelade Stelberg för Werder Bremen på lägre nivå. I den klubben hon avslutade sin karriär och blev sedan chef för handbollssektionen från 1999. Senare blev hon invald i idrottsklubbens presidium.
Under sin karriär som handbollsspelare spelade Stelberg  219 landskamper och stod för 832 mål. Hon deltog i de olympiska spelen 1984 i Los Angeles där Tyskland slutade på fjärde plats. Hon blev nominerad två gånger till matcher med ett världsurval. 1982 debuterade hon i världsmästerskapet och blev med 28 mål på sju matcher lagets bästa målskytt. Hon spelade i världsmästerskapet i handboll för damer 1990 i Sydkorea men det blev hennes sista mästerskap. Hon spelade alla matcherna och var det tyska laget bästa målgörare med 32 mål.

## Privatliv
Till vardags arbetade Stelberg som bankman. Hon har också varit aktiv i lokalpolitiken för CDU i Bremen.

## Individuella utmärkelser
Årets handbollsspelare i Tyskland 1982. 1983 samt 1986 och 1987